# Jens B. Frederiksen
Jens Blidorf Frederiksen (født 19. oktober 1967 i Nanortalik) er en grønlandsk direktør og tidligere politiker og politimand. Han var formand for  partiet Demokraatit (Demokraterne) fra 2008 til 2013 og landsstyremedlem for boliger, infrastruktur og trafik og vicelandsstyreformand i Regeringen Kuupik Kleist fra 2009 til 2013.

## Familie
Jens B. Frederiksen er søn af Tage Kreutzmann Frederiksen (1945-2020), der var borgmester i Nanortalik Kommune fra 1975 til 1984, og den danske læge Tove Blidorf (født 1943). Han voksede op med dansk som modersmål og er blevet kritiseret for at tale dårligt grønlandsk i Landstinget. 26. juli 1997 blev han gift med Rosa Lynge (født 1978). 7. juni 2003 blev han gift med Pia Geisler (født 1978), datter af musikeren Pavia Geisler og køkkenassistenten Juliane Didriksen. Han har fem børn og stedbørn.

## Uddannelse og tiden i politiet
Jens B. Frederiksen gik på Bygge- og Anlægsskolen (Sanaartornermik Ilinniarfik) i Sisimiut fra 1985 til 1986. Derefter arbejdede han som bygningsassistent fra 1986 til 1988 hvorefter begyndte han at uddanne sig til ingeniør, hvilket han opgav. I stedet begyndte han en karriere i politiet. Han gik på politiskolen fra 1990 til 1993 og arbejdede først i Nuuk og Qaqortoq, blev stationsleder i Upernavik i 1995 og i Qasigiannguit året efter og blev senere stationsleder i Maniitsoq. Han blev udnævnt til vicepolitimester i 2006 og var det indtil 2008. Han var også formand for Grønlands Politimesterforening fra 1995 til 1999.

## Politisk karriere
Jens B. Frederiksen stillede op til kommunalvalget i 2005 i Maniitsoq Kommune og blev første stedfortræder for Demokraatit. Han blev valgt til Landstinget ved landstingsvalget i 2005. Han stillede uden held op til folketingsvalget i 2007. I 2008 blev han valgt til partiformand for Demokraatit med 14 stemmer mod 0 til den hidtidige formand Per Berthelsen. Ved kommunalvalget i 2008 blev han valgt til byrådet i den nye Sermersooq Kommune. Ved landstingsvalget i 2009 blev han genvalgt til landstinget og blev efterfølgende udnævnt til landsstyremedlem for boliger, infrastruktur og transport og vicelandsstyreformand i Regeringen Kuupik Kleist. I marts 2011 blev trafikområdet udskiftet med klimaområdet. På trods af en tilbagegang for Demokraatit fra 4 til 2 mandater, blev han genvalgt ved landstingsvalget i 2013. Han stillede ikke op igen ved kommunalvalget i 2013. I marts 2014 trak han sig som partileder og opgav også sin plads i Landstinget. Han blev afløst som partileder af Anda Uldum.

## Erhvervskarriere
Under sin politiske karriere arbejdede han deltid som taxachauffør fra 2008 til 2013. I 2013 blev han kommandostationschef i politiet. I 2006 blev han formand for Grønlands Røde Kors, før hans mor overtog posten i 2008. Fra 2007 til 2013 var han ejer af Naraseq Boatcharter og derefter Greenland Boatcharter indtil 2021. Efter at have været sikkerhedskonsulent i 2013 blev han vicedirektør for rubinmineselskabet True North Gems Greenland i 2014 og Greenland Ruby i 2016. Fra 2017 var han direktør i Nuuks byudviklingsselskab Nuuk City Development, der var ansvarlig for planlægningen af det nye kvarter Siorarsiorfik. Han blev afskediget i 2022, og Nuuk City Development blev opløst kort efter på grund af dårlig økonomi. Han har været direktør i det opstartende mineselskab, Arcticulture ApS siden 2021.